# Іванс Бугаєнковс
Іванс Бугає́нковс, або Іван Васильович Бугаєнков (нар. 18 лютого 1938, хутір Бурлацький, Волгоградська область) — радянський волейболіст, який усю свою ігрову кар'єру провів у Ризі. Дворазовий олімпійський чемпіон (1964, 1968). Член Міжнародної волейбольної зали слави (2009).

## Життєпис
У 1959 році закінчив Латвійський державний інститут фізичної культури (нині — Латвійська спортивно-педагогічна академія).
Грав за ризькі команди «Даугава», СКІФ, «Радіотехнік».
У 1964 році здобув звання заслуженого майстра спорту СРСР.
У 1992—2005 роках працював в Ірані тренером юніорських и молодіжних збірних країни (протягом певного часу очолював чоловічу збірну країни).

## Цікаво, що
Знамениті американські волейболісти Карч Кірай, Крейґ Бак, Дуґлас Дворак, Роберт Ствртлік розповідали, що підйом американського волейболу починався з того, що вони уважно переглядали фільм «Техніка виконання волейбольних прийомів Івана Бугаєнкова».